# ばらの花
「ばらの花」（ばらのはな）は、日本のロックバンド、くるりの楽曲。7枚目のシングルの表題曲として、2001年1月24日にビクターエンタテインメントから発売された。

## 解説
シングルはCD EXTRA仕様となっており、くるりの今までのミュージック・ビデオなどを見ることができる。
表題曲は2002年にシングル『ワールズエンド・スーパーノヴァ』のカップリングにレイ・ハラカミがリミックスしているバージョンが収録された他、複数のアーティストによってカバーされている（後節参照）。2019年には相鉄の都心直通記念ムービーに、サカナクション「ネイティブダンサー」とのマッシュアップ曲が使用された（後節参照）。
表題曲のミュージック・ビデオは、福島県いわき市の薄磯海水浴場及び塩屋埼灯台で撮影された。2012年発売のアルバム『坩堝の電圧』収録の「glory days」のMVも同じロケ地で撮影されている。
NHKEテレ番組『ムジカ・ピッコリーノ』と『グレーテルのかまど』で本曲が紹介された。

## 収録曲
- 全作詞・作曲：岸田繁　編曲：くるり

1. ばらの花
  - TBS系ドラマ『オレンジデイズ』挿入歌
  - SUPERCARのフルカワミキがコーラスに参加している。
  - 京都音楽博覧会2007において、小田和正、佐橋佳幸とコラボレーションしてライブ演奏された。同バージョンは、翌2008年に発表された20枚目のシングル「さよならリグレット」に収録された。
  - ライブでは、同曲とコード進行が似ている「Baby I Love You」（Aメロ）や「言葉はさんかく こころは四角」（イントロ）などのフレーズが盛り込まれる事がある。
  - 教育芸術社発行の「令和5年度 高等学校用教科書 音楽II 高校生の音楽2」に掲載されることが決定した[4]。
2. 青写真
  - エンジニアは上原キコウ。
3. イメージファイト
  - エンジニアはROVOの益子樹。

## 収録アルバム
オリジナル
- 『TEAM ROCK』 (#1)

ベスト
- 『ベスト オブ くるり -TOWER OF MUSIC LOVER-』 (#1)
- 『僕の住んでいた街』 (#2,3)

ライブ
- 『Philharmonic or die』 (#1)

DVD
- 『くるくる鮨』 (#1)
- 『くるくる節 〜Quruli Live Tour 2004 Documentary Film〜』 (#1)
- 『武道館ライブ』 (#1)
- 『THE RECORDING at NHK 101st』 (#1)
- 『THE PIER LIVE』 (#1)

## 「ばらの花」のカバー・収録コンピレーションアルバム
| 発売日         | 収録タイトル                                                | アーティスト            | 規格品番   |
| -------------- | ----------------------------------------------------------- | ----------------------- | ---------- |
| 2002年07月24日 | 『ISOLATED AUDIO PLAYERS2』(rei harakami remix)             | rei harakami            | IDCP-1005  |
| 2003年10月01日 | 『ピヤノアキコ。 〜 the best of solo piano songs 〜』       | 矢野顕子                | ESCL-10004 |
| 2007年07月25日 | 『Essence of life "smile"』                                 | Soma                    | TGO-004    |
| 2008年03月12日 | 『yanokamick -yanokami English version-』(ボーナストラック) | yanokami                | YCCW-10045 |
| 2008年07月09日 | 『LOVE ELECTRO』                                            | noelle                  | SECL-649   |
| 2008年08月20日 | 『Sunset Lovers』                                           | relaxingroove           | FRD-4      |
| 2008年09月03日 | 『さよならリグレット』(京都音楽博覧会2007のライブ音源)      | くるり feat. 小田和正   | VICL-36455 |
| 2008年09月17日 | 『The Book of Love No.1～VARIETE』                          | fragrance feat.辻香織   | SRVC-1007  |
| 2008年10月01日 | 『花図鑑 別冊』                                             | Dew                     | VICL-62886 |
| 2008年10月22日 | 『THE BEST OF BOSSA COVERS ～続・青春ロック～』             | COVER LOVER PROJECT     | XNAR-10013 |
| 2009年03月18日 | 『ゆうげ -selected re-mix & re-arrangement works/2』(remix) | rei harakami            | IDCA-2002  |
| 2009年09月30日 | 『ROCK THE MIX 2』                                          | DJ松本素生              | VICL-63399 |
| 2009年10月21日 | 『くるり鶏びゅ〜と』                                        | 奥田民生                | BNCL-40    |
| 2010年06月16日 | 『Flight』                                                  | aozorafantasii          | UXCL-2001  |
| 2011年08月03日 | 『美男子JAZZ スイーツ・ジャズ・セレクション』               | 中村智由 feat. 杉山未紗 | PCD-4495   |
| 2012年06月27日 | 『ナチュラル・カラーズ』                                    | プリシラ・アーン        | TOCP-71312 |
| 2013年11月13日 | 『シンクロマニカ <通常盤>』                                 | ねごと                  | KSCL-2323  |
| 2013年12月23日 | 『カバー・ヅクリ』                                          | ツヅリ・ヅクリ          | TZSO-0004  |
| 2014年06月04日 | 『Beautiful Life』                                          | Sotte Bosse             | UMA-1038   |
| 2016年03月02日 | 『ラジオな曲たち NIGHT AND DAY』                            | 南佳孝                  | CVOV-10030 |

## マッシュアップ
2019年11月には相模鉄道（相鉄）が都心直通線（JRとの相互直通運転）の開通を記念して、本曲とサカナクションの「ネイティブダンサー」のマッシュアップ曲（歌：yui〈FLOWER FLOWER〉とミゾベリョウ〈odol〉）を使用した動画「100 YEARS TRAIN」がYouTubeで公開された。このマッシュアップ曲は同年12月25日よりFRIENDSHIP.を通して、各音楽配信サービスで配信されている。

## サンプリング
- ryohu - アルバム『DEBUT』（2020年11月25日）に「ばらの花」をサンプリングして制作した楽曲「Flower」[14]を収録[13][15]。